# NGC 510
NGC 510 là một sao đôi nằm trong chòm sao Song Ngư. Các ngôi sao cách nhau 8", và nằm ở vị trí 7' về phía đông bắc của NGC 499 và 9' về phía tây nam của NGC 515.
RNGC gắn sai nhãn PGC 5102 thành NGC 510.

## Lịch sử quan sát
NGC 510 được phát hiện vào ngày 11 tháng 11 năm 1867 bởi nhà thiên văn Thụy Điển Herman Schultz. Vật thể này ban đầu được coi là một thiên hà "mơ hồ" dựa trên những quan sát bằng các công cụ nghiên cứu vào thời điểm đó, và được đưa vào danh sách NGC. Sau đó người ta mới biết rõ rằng đó là một ngôi sao đôi.